# Dmytro Osadczy
Dmytro Serhijowycz Osadczy, ukr. Дмитро Сергійович Осадчий (ur. 5 sierpnia 1992 w Kirowohradzie) – ukraiński piłkarz, grający na pozycji pomocnika.

## Kariera piłkarska

### Kariera klubowa
Wychowanek Szkoły Sportowej nr 2 w Kirowohradzie, a potem klubów RWUFK Kijów i Zmina-Obołoń Kijów, barwy których bronił w juniorskich mistrzostwach Ukrainy (DJuFL). Karierę piłkarską rozpoczął 4 kwietnia 2009 w CSKA Kijów. Latem 2009 został zaproszony do Dynama Kijów, ale występował tylko w drużynie rezerw i Dynamo-2 Kijów. Latem 2010 został wypożyczony do PFK Sumy, a wiosną 2011 do FK Ołeksandrija. Jednak w oleksandryjskim klubie nie potrafił przebić się do podstawowego składu i latem 2011 roku powrócił do rodzimego miasta, gdzie zasilił skład Zirki Kirowohrad. W lutym 2015 został piłkarzem białoruskiego klubu Hranit Mikaszewicze. 1 lutego 2016 ogłoszono w mediach o przejściu piłkarza do Howerły Użhorod, jednak wkrótce powrócił do Hranitu. Latem 2016 został piłkarzem klubu Hirnyk-Sport Komsomolsk. Na początku 2017 przeniósł się do izraelskiego Hapoelu Bet Sze’an.

### Kariera reprezentacyjna
W 2009 bronił barw juniorskiej reprezentacji Ukrainy.

## Sukcesy i odznaczenia

### Sukcesy piłkarskie
PFK Sumy
- wicemistrz Ukraińskiej Drugiej Ligi, grupy A: 2011